# Piotr Madziar

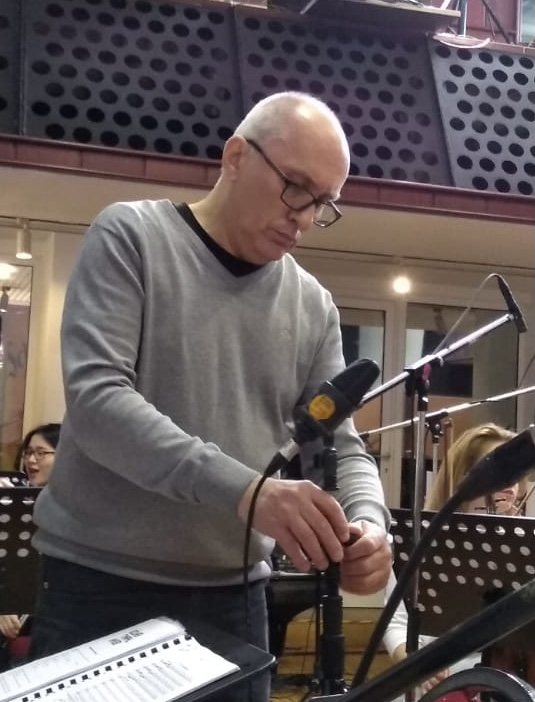
Piotr Madziar

Piotr Jerzy Madziar – realizator dźwięku oraz wykładowca na Uniwersytecie Adama Mickiewicza w Poznaniu.

## Życiorys

### Kariera
Piotr Madziar prowadzi wykłady z Technologii Realizacji Dźwięku na Uniwersytecie Adama Mickiewicza w Poznaniu. Pracuje również jako realizator dźwięku, zajmując się nagraniami muzycznymi. W swojej karierze nagrał kilkaset płyt winylowych, DVD oraz CD. Realizuje również inne materiały dźwiękowe. Współpracował z wykonawcami zarówno z Polski (m.in. z Eleni, Krzysztofem Krawczykiem, Zdzisławą Sośnicką, zespołami Bajm, Dżem, Banda i Wanda, Lemon oraz Oddział Zamknięty), jak i zagranicznymi (m.in. z Rayem Wilsonem, Kevinem Kennerem, Astorem Piazzolla, Henrim Seroką czy Alexem Bandem). Reżyser nagrań czterech płyt nominowanych do Nagrody Muzycznej Fryderyk (w tym jedna wygrana): 2006 – Fryderyk w kategorii Album Roku Muzyka Kameralna, 2011 – nominacja w kategorii Album Roku Recital Solowy, 2019 – nominacje w kategoriach: Album Roku Muzyka Współczesna oraz Najwybitniejsze Nagranie Muzyki Polskiej.